# قلعة إستنزي
قلعة إستنزي (بالإيطالية: Castello Estense)‏ أو قلعة القديس ميكيلي هي قلعة قروسطية في وسط فيرارا في شمال إيطاليا. هي عبارة عن كتلة كبيرة مع أبراج في زاوياها الأربعة.